# 李民斌
李民斌，BBS（1974年—），在香港出生及長大，政治人物、第十一届中国政协委员，父親為知名香港富商李國寶。畢業於劍橋大學法律系，其後在畢馬威會計師事務所學習，其後加盟投資銀行高盛，再學師三年後進入斯坦福大學攻讀工商管理碩士，2002年正式返港協助父親打江山。
担任香港东亚银行总经理兼财富管理主管兼執行董事。2008年，当选第十一届中国政协委员，代表经济界，分入第三十四组。2018年1月，当选第十三届中国政协委员。

## 個人生活
- 前妻郭惠光, 馬來西亞首富郭鶴年之女。